# Deportările sovietice din Letonia
Deportările sovietice din Letonia au fost o serie de depărtări în masa din Letonia în 1941 și 1945–1951, în timpul cărora aproximativ 60.000 de letoni au fost exilați în regiuni îndepărtate inospitaliere ale Uniunii Sovietice. Sovieticii ocupaseră țara prima oară în 1940 și a doua oară în 1944/1945. Deportări similare au fost organizate în același timp de regimul sovietic în vecinii baltici din Estonia și Lituania. 

## Contextul istoric
În conformitate cu Protocolul adițional secret la Tratatul de neagresiune dintre Germania și URSS, statele baltice (Estonia, Letonia, Lituania și Finlanda), precum și România aparțineau „zonei de influență” sovietice. După învadarea Poloniei, URSS a obținut din partea țărilor baltice dreptul să plaseze garnizoane sovietice puternice în porturile cheie.  Victoria din iunie 1940 a  Germaniei a provocat o situație în care toată atenția și forțele armate ale marilor state europene au fost deviate spre vest și au permis  ocuparea statelor baltice, astfel încât toate aceste țări au ajuns să fie sub controlul comuniștilor .

## Deportările
Pe lângă mutările forțate de populație de mai mică amploare, principalele valuri de deportare au fost:
- Deportarea din iunie de pe  14 iunie 1941 a aproximativ 14.000–15.500 de oameni și a familiilor lor, inclusiv a copiilor mai mici de 10 ani.[8][9] This wave of deportations was mostly directed at the local Latvian and minority intelligentsia and political-social-economic elite, labeled by the Soviet security services as "suspect and socially alien elements".[10][11] Out of all the deportees, approximately 5,000 or around 34%-40% of the total number died in exile, on the journey or in executions;[12]
- A doua deportare  (Operațiunea Priboi) de pe 25 martie 1949, când 42.113–43.000 de oameni au fost deportați.[13][14] De data aceasta, victimele au fost în mare parte țărani individuali, împreună cu membrii familiilor lor, care refuzau să se alăture fermelor colective nou înființate (colhoz) și au fost incluse în 1947 pe listele "culacilor, precum și membri și susținători ai  rezistenței armate antisovietice.[15][16] Of the total number of deportees, more than 5000 people died in exile.[12]Deportările din 1944 sunt uneori tratate separat.[17][18]

Oamenii din Letonia au fost în mare parte relocați în  Regiunile Amur,  Tomsk, și  Omsk.Mai multe deportări la scară mai mică au avut loc în timpul ocupației sovietice, în special a etnicilor germani, apatrizilor din Riga și Martorilor lui Iehova.  După destalinizare, internarea în lagăre a fost o pedeapsă rezervată persoanelor angajate în activități „antisovietice”.

## Comemorare
În memoria celor uciși și răniți în timpul deportării, a fost ridicat un monument în Regiunea Tomsk, în gara gara Tornakalns  și alte locuri. În total, în Letonia există 539 de locuri de comemorare dedicate victimelor represiunii și deportării. .
Comemorarea victimelor deportării sovietice este sacră și face parte din memoria culturală a țărilor baltice.. În memoria zilei de 25 martie 1949, când peste 42 de mii de locuitori din Letonia au fost deportați, 25 martie este sărbătorită anual în Letonia drept „Ziua Comemorării Victimelor Genocidului Comunist”. Tot în mod asemănător, este comemorată ziua 14 iunie, ziua deportărilor din 1941 .